# Luise Kaehler
Luise Kaehler (* 26. April 1865 in Landsberg an der Warthe; † 10. Juni 1932 in Berlin-Charlottenburg) war eine deutsche Klavierlehrerin.
Kaehler wurde als Tochter des Geheimen Justizrats Maximilian Kaehler (1821–1905) und der Minna von Steinbach (1830–1899) geboren. Nach dem Besuch der Höheren Töchterschule in Landsberg studierte sie zwischen 1881 und 1883 Musik an der Neuen Akademie der Tonkunst von Theodor Kullak in Berlin. Ihre Lehrer waren G. Henne, Franz Kullak, Moritz Moszkowski und Karl Klindworth. Bei Klindworth erhielt sie auch privaten Klavierunterricht.
Ab 1907 war Kaehler als Klavierlehrerin in Berlin tätig. Ab 1909 gab sie Klavierunterricht am Ochs-Eichelberg-Konservatorium in Berlin.